# Смирнов Юрій Олександрович (художник)
Юрій Олександрович Смирнов (3 липня 1925, Харків — 26 жовтня 1997) — український художник; член Спілки радянських художників України з 1964 року.

## Біографія
Народився 3 липня 1925 року в місті Харкові (нині Україна). Навчався в Харківському художньому училищі; 1951 року закінчив історико-батальний факультет Харківського художнього інституту, де навчався у Михайла Дерегуса, Петра Котова.
Мешкав у Запоріжжі, в будинку на вулиці Південноукраїнській, № 15, квартира № 6 та у будинку на вулиці 12 Квітня, № 3, квартира № 1. Помер 26 жовтня 1997 року.

## Творчість
Працював у галузях монументального та станкового живопису, графіки. Створював переважно портрети та натюрморти. Серед робіт:
- «Комсомолець-екскаваторник П. Плаксін» (1958);
- «Перед пуском плавки» (1960);
- «Тарас Шевченко на засланні» (1961);
- «Тарас Шевченко і Микола Чернишевський» (1964);
- «Перша плавка» (1967);
- «Бузок і кали» (1960-ті).

Брав участь у створенні діорам для Мелітопольського (1970—1972; «Прорив німецької лінії оборони „Вотан“ у жовтні 1943 року») та Сумського краєзнавчих музеїв.
Учасник республіканських виставок з 1953 року. Персональна виставка відбулася у Запоріжжі у 1977 році.
Роботи художника зберігаються в Запорізькому художньому музеї.